# Brian Rowswell
Brian Rowswell (* 18. März 1967) ist ein englischer Snookerspieler, der zwischen 1986 und 1999 insgesamt zwölf Saisons lang als Profispieler verbrachte.

## Karriere
Rowswell machte erstmals auf sich aufmerksam, als er 1985 am südlichen Qualifikationswettbewerb für die English Amateur Championship teilnahm, das Halbfinale erreichte und in diesem mit 6:8 gegen Terry Whitthread verlor. Noch im selben Jahr versuchte Rowswell, sich über die WPBSA Pro Ticket Series für den Profistatus zu qualifizieren, wobei er beim ersten Event das Halbfinale erreichte und sich in diesem Jon Wright geschlagen geben musste. Dennoch wurde er kurz danach, im Jahr 1986, Profispieler.

### Erste Profijahre
Rowswells erste Profisaison war die Saison 1986/87, in der Rowswell allerdings neben zwei verlorenen Auftaktspielen bei drei Turnieren in der Runde der letzten 96, also in der für ihn zu diesem Zeitpunkt zweiten Runde, ausschied. Lediglich bei der UK Championship, bei der von der kampflosen Aufgabe Eddie McLaughlins profitierte und im Anschluss daran Fred Davis besiegt hatte, sowie bei den British Open mit Siegen über Greg Jenkins und Dene O’Kane erreichte er die Runde der letzten 64, in der er aber gegen Steve Longworth und Silvino Francisco ausschied. Auf der Weltrangliste der nächsten Saison wurde Rowswell somit auf Rang 90 geführt.
In der nächsten Saison konnte Rowswell die Zahl seiner Auftaktniederlagen auf eine einzige – bei der English Professional Championship – reduzieren, während er bei vier weiteren Turnieren wie der UK Championship und der Snookerweltmeisterschaft in der Runde der letzten 96 ausschied. Im Gegensatz dazu verlor er beim Classic erst in der Runde der letzten 64 gegen Silvino Francisco, bevor er bei den British Open mit Siegen über Jackie Rea, Jack McLaughlin und Steve Longworth die Runde der letzten 32 erreichte und sich in dieser Joe Johnson geschlagen geben musste. Dies bedeutete für Rowswell auf der Weltrangliste eine Verbesserung um zwanzig Plätze auf Rang 70.
In der Saison 1988/89 stieg die Zahl von Rowswells Auftaktniederlagen wieder auf drei an, wobei er allerdings die Zahl seiner Zweitrundenniederlagen auf vier reduzieren konnte. Derweil war er vor allem bei Non-ranking-Turnieren erfolgreich, wo er beim zweiten WPBSA-Non-Ranking-Event und bei der English Professional Championship das Viertelfinale und beim dritten WPBSA Non-Ranking-Event das Halbfinale erreichte. Bei den Ranglistenturnieren konnte er neben einer Teilnahme an der Runde der letzten 64 der UK Championship in der Qualifikation für die Snookerweltmeisterschaft Siege über Vic Harris, Jon Wright, Dave Martin und Dean Reynolds verzeichnen, bevor er in der finalen Qualifikationsrunde mit 9:10 gegen Eugene Hughes verlor. Auf der Weltrangliste verlor er dennoch neun Plätze, sodass er nun auf Rang 79 geführt war.

### Auf und Ab auf der Weltrangliste
Auch in der Saison 1989/90 schied Rowswell mit insgesamt sechs Erst- oder Zweitrundenniederlagen relativ häufig früh aus, doch dennoch war Rowswells’ Saison deutlich erfolgreicher als die vorherigen. So erreichte er neben einem Achtelfinale beim ersten WPBSA-Non-Ranking-Event sowohl bei der UK Championship als auch beim Classic die Runde der letzten 64 sowie sowohl beim Grand Prix mit Siegen über Mike Darrington, Tommy Murphy und Cliff Wilson als auch beim Dubai Classic mit Siegen über Billy Kelly, John Rea und Bob Chaperon die Runde der letzten 32, in der er Dennis Taylor beziehungsweise Martin Clark verlor. Auf der Weltrangliste konnte er sich so um sechzehn Plätze auf Rang 63 der Weltrangliste verbessern, welcher für seine restliche Karriere seine beste Weltranglistenplatzierung blieb.
Doch in der folgenden Saison brach Rowswells Leistung deutlich ein, als er neben zwei Spielen, bei denen sein jeweiliger Gegner kampflos aufgab, aus eigener Kraft während der gesamten Saison nur ein einziges Spiel gewinnen konnte und alle anderen Partien verlor, so auch nach dem 5:0-Sieg über Anthony Harris bei den Asian Open gegen Dene O’Kane. Auf der Weltrangliste verlor er infolgedessen wieder vierzehn Plätze, sodass er nun auf Rang 77 platziert war.
Etwas erfolgreicher – trotz fünf Auftaktniederlagen und einer Niederlage in der zweiten Turnierrunde – verlief die Saison 1991/92, als er bei den Strachan Open, bei den European Open und bei der Snookerweltmeisterschaft jeweils die Runde der letzten 64 erreichte und dort gegen Tony Meo, Wayne Jones und Alan McManus ausschied. Zum Auftakt der Saison hatte Rowswell allerdings bereits mit Siegen über Fergal O’Brien, Jim Wych und Tony Drago die Runde der letzten 32 des Dubai Classics erreicht, in der er sich mit 1:5 seinem Landsmann Steve James geschlagen geben musste. Dennoch verlor er auf der Weltrangliste weitere sechs Plätze und wurde somit nun auf Rang 83 geführt.

### Aufstieg auf Rang 67
Auch in der Saison 1992/93 kam er bei acht Turnieren nicht über die zweite Runde hinaus und scheiterte somit bei einem nicht unwichtigen Teil der Turnieren relativ früh. Während er bei den Events der Minor-ranking-Turnierserie Strachan Challenge relativ erfolgreich war, zog er sowohl bei der UK Championship als auch bei der Snookerweltmeisterschaft in die Runde der letzten 96 und schied dort aus. Im Gegensatz dazu erreichte er beim Grand Prix unter anderem mit einem Sieg über Colin Roscoe die Runde der letzten 64 und verlor in dieser gegen Darren Morgan. Auf der Weltrangliste rutschte er somit auf Rang 86 ab.
Mit der nächsten Saison senkte Rowswell die Zahl seiner Erst- und Zweitrundenniederlagen auf vier, während er bei den Welsh Open die Runde der letzten 96 sowie beim Dubai Classic, beim Grand Prix und bei den British Open die Runde der letzten erreichte. Sein bestes Saisonergebnis erzielte er jedoch bei den Thailand Open, wo er unter anderem Anthony Hamilton und Jason Prince besiegte, bevor er in der Runde der letzten 48 gegen Tony Knowles verlor. Auf der Weltrangliste konnte er sich infolgedessen um elf Plätze auf Rang 75 verbessern.
Die Saison 1994/95 verlief jedoch ebenso erfolgreich wie die vorherige Saison, als Rowswell nur noch ein Auftaktspiel verlor und in drei Fällen in der zweiten Runde verlor. Bei vier weiteren Turnieren zog er jeweils in die Runde der letzten 96 aus, schied dort jedoch aus. Doch mit Siegen über unter anderem Jack McLaughlin und Jason Ferguson hatte Rowswell bereits zum Saisonanfang die Hauptrunde respektive die Runde der letzten 32 des Dubai Classics erreicht, wo er jedoch sein Spiel gegen Alan McManus kampflos aufgab.

### Letzte Profijahre
Doch mit der Saison 1995/96 verschlechterte sich Rowswells Form erneut, als er bei einem Großteil der Turniere nicht über die zweite Runde herauskam. Lediglich beim Thailand Classic und  bei den International Open kam er über die zweite Runde hinaus schied in beiden Fällen – gegen Nick Terry beziehungsweise Stephen Hendry – in der Runde der letzten 64 aus. Auf der Weltrangliste rutschte er infolgedessen auf Rang 109 ab.
Ebenso durchwachsen verlief die folgende Saison, in der Rowswell erneut nur bei zwei Turnieren die ersten beiden Runden überstand. Allerdings schied er dabei sowohl bei den German Open als auch bei den European Open in der Runde der letzten 96 aus. Auf der Weltrangliste verschlechterte er sich somit auf Rang 117, sodass er nach elf Jahren erstmals seinen Profistatus verlor. In der nächsten Saison nahm er somit an verschiedenen Qualifikationswettbewerben mit durchwachsenen Ergebnissen teil, wobei er dennoch daraufhin wieder Profispieler wurde.
Doch auch in der Saison 1998/99 verbesserte sich Rowswells Form nicht sonderlich, als er lediglich bei vier von zehn Turnieren sein Auftaktspiel gewann und in diesen vier Turnieren jeweils in der darauffolgenden Runde ausschied. Somit beendete Rowswell zum Ende der Saison nach insgesamt zwölf Profijahren seine Profikarriere, auch wenn er als Amateur mit nicht sonderlichem Erfolg noch im selben Jahr an der Benson & Hedges Championship teilnehmen durfte.